# Göran Lindqvist (läkare)
Göran Lennart Lindqvist, född 5 september 1923 i Göteborg, död 5 augusti 2021 i Göteborg, var en svensk läkare.
Efter studentexamen 1942 blev Lindqvist medicine kandidat 1945, medicine licentiat vid Lunds universitet 1949 och medicine doktor och docent vid Göteborgs universitet 1966 på avhandlingen Mental Changes After Transsphenoidal Hypophysectomy. Han var andre läkare vid Sankt Jörgens sjukhus i Göteborg 1950–52, t.f. förste underläkare vid medicinska avdelningen på Gällivare lasarett 1952, underläkare vid Vasa sjukhus i Göteborg 1953–55, amanuens i fysikalisk diagnostik vid Göteborgs universitet 1955–56, förste läkare vid psykiatriska kliniken vid Sahlgrenska sjukhuset i Göteborg 1957–61, biträdande överläkare vid neurokirurgiska kliniken där 1961 och överläkare där från 1975. Han var styrelseledamot i Sveriges Yngre Läkares Förening (SYLF) 1956–60 och ledamot av Göteborgs stads barnkolonistyrelse 1954–64.